# Rezolucja Rady Bezpieczeństwa ONZ nr 206
Rezolucja Rady Bezpieczeństwa ONZ nr 206 została przyjęta jednomyślnie 15 czerwca 1965 r.
Rada potwierdziła swoje poprzednie rezolucje w kwestii cypryjskiej oraz przedłużyła mandat Sił Pokojowych ONZ na Cyprze na kolejne 6 miesiące do dnia 26 grudnia 1965 r.
Rada wezwała także wszystkie państwa członkowskie do zastosowania się do tej i poprzednich rezolucji, a zaangażowane strony do dalszego działania z największą powściągliwością oraz pełną współpracę z siłami pokojowymi.